# Lipnica (gmina)
Pour les articles homonymes, voir Lipnica.
Lipnica est une gmina rurale du powiat de Bytów, Poméranie, dans le nord de la Pologne. Son siège est le village de Lipnica, qui se situe environ 17 km au sud de Bytów et 90 km au sud-ouest de la capitale régionale Gdańsk.
La gmina couvre une superficie de 309,57 km2 pour une population de 5 225 habitants en 2016.

## Géographie
La gmina borde les gminy de Brusy, Bytów, Chojnice, Koczała, Konarzyny, Miastko, Przechlewo, Studzienice et Tuchomie.